# Paradise Now (Group 1850)
Paradise Now is de tweede lp van Group 1850 en werd uitgebracht op het label Discofoon van het warenhuisconcern Vroom & Dreesmann (1969).
ZIE OOK: https://www.discogs.com/Group-1850-Paradise-Now/master/260262

## Geschiedenis
Na een handtekeningenactie van het blad Basta in 1978 werd de lp onder het label Killroy Favoriet opnieuw doch in een andere hoes uitgebracht. In 2001 werd het album op cd uitgebracht onder het label Free van Free Record Shop. Beide heruitgaven maakten geen gebruik van de originele mastertapes maar gebruikten een gaaf exemplaar van de Discofoon LP als master. Tot 2011 was het album op cd-r te bestellen bij Fonos. In 2013 kwam het album opnieuw geremasterd uit op langspeelplaat bij het label Pseudonym Records. Tevens verscheen het album tezamen met het album Agemo's Trip to Mother Earth uit op cd onder het label Centertainment.

## Tracks
- A1 Paradise now
- A2 Friday I'm free
- A3 Hunger
- A4 Circle
- A5 Lonelyness
- B1 Martin en Peter
- B2 !?
- B3 Purple sky